# Ragow-Merz
Ragow-Merz (niedersorbisch Rogow-Měrc) ist eine Gemeinde im Landkreis Oder-Spree in Brandenburg. Die Gemeinde Ragow-Merz gehört dem Amt Schlaubetal mit Sitz in der Stadt Müllrose an.

## Gemeindegliederung
Die Gemeinde besteht aus den beiden Ortsteilen  Ragow und Merz sowie den Wohnplätzen Försterei Ragow, Försterei Schwarzheide und Ragower Ablage.

## Geschichte
Erstmals wurde das Straßendorf Ragow im Jahre 1344 als Rogow und 1491 als Rago urkundlich erwähnt. Der slawische Name bedeutet in etwa Siedlung an einem Horn, einer Landzunge. Die Ersterwähnung von Merz findet sich 1341 unter dem Personennamen Johannes de Mertz. 1405 ist das Dorf als Merzik, Mertz verzeichnet. Nach dem Brandenburger Ortsnamenbuch stammt der Name gleichfalls aus dem Slawischen und könnte eine Siedlung bei trockenem Gehölz, Gesträuch bezeichnen.
Ragow und Merz gehörten seit 1836 zum Kreis Beeskow-Storkow in der Provinz Brandenburg und ab 1952 zum Kreis Beeskow im DDR-Bezirk Frankfurt (Oder). Seit 1993 liegen die Orte im brandenburgischen Landkreis Oder-Spree.
Die Gemeinde Ragow-Merz entstand am 1. Juni 2002 durch den Zusammenschluss der beiden namensgebenden Gemeinden.

## Bevölkerungsentwicklung
| Jahr | Ragow | Merz |      | Jahr | Ragow-Merz |
| ---- | ----- | ---- | ---- | ---- | ---------- |
| 1875 | 358   | 309  | 2002 | 573  |            |
| 1910 | 234   | 225  | 2005 | 534  |            |
| 1939 | 279   | 224  | 2010 | 478  |            |
| 1946 | 356   | 304  | 2015 | 516  |            |
| 1950 | 416   | 343  | 2020 | 527  |            |
| 1971 | 311   | 242  | 2021 | 520  |            |
| 1990 | 250   | 213  | 2022 | 522  |            |
| 1995 | 266   | 209  | 2023 | 517  |            |
| 2000 | 321   | 239  | 2024 | 512  |            |
| 2001 | 330   | 234  |      |      |            |

Gebietsstand des jeweiligen Jahres, Einwohnerzahl: Stand 31. Dezember (ab 1991), ab 2011 auf Basis des Zensus 2011

## Politik

### Gemeindevertretung
Die Gemeindevertretung von Ragow-Merz besteht aus acht Gemeindevertretern und dem ehrenamtlichen Bürgermeister. Die Kommunalwahl am 9. Juni 2024 führte bei einer Wahlbeteiligung von 77,9 % zu folgendem Ergebnis:
| Partei / Wählergruppe        | Stimmenanteil | Sitze |
| ---------------------------- | ------------- | ----- |
| Bürgerbündnis Ragow-Merz     | 57,8 %        | 5     |
| Wählergruppe Feuerwehr Merz  | 38,4 %        | 3     |
| Einzelbewerber Bernd Knipsel | 03,7 %        | –     |

### Bürgermeister
- 2003–2024: Werner Gröschke (Einzelbewerber)[9]
- seit 2024: Michael Schrobbach (Wählergruppe Feuerwehr Merz)

Schrobbach wurde bei der Bürgermeisterstichwahl am 30. Juni 2024 mit 54,9 % der gültigen Stimmen für eine Amtszeit von fünf Jahren gewählt.

## Sehenswürdigkeiten

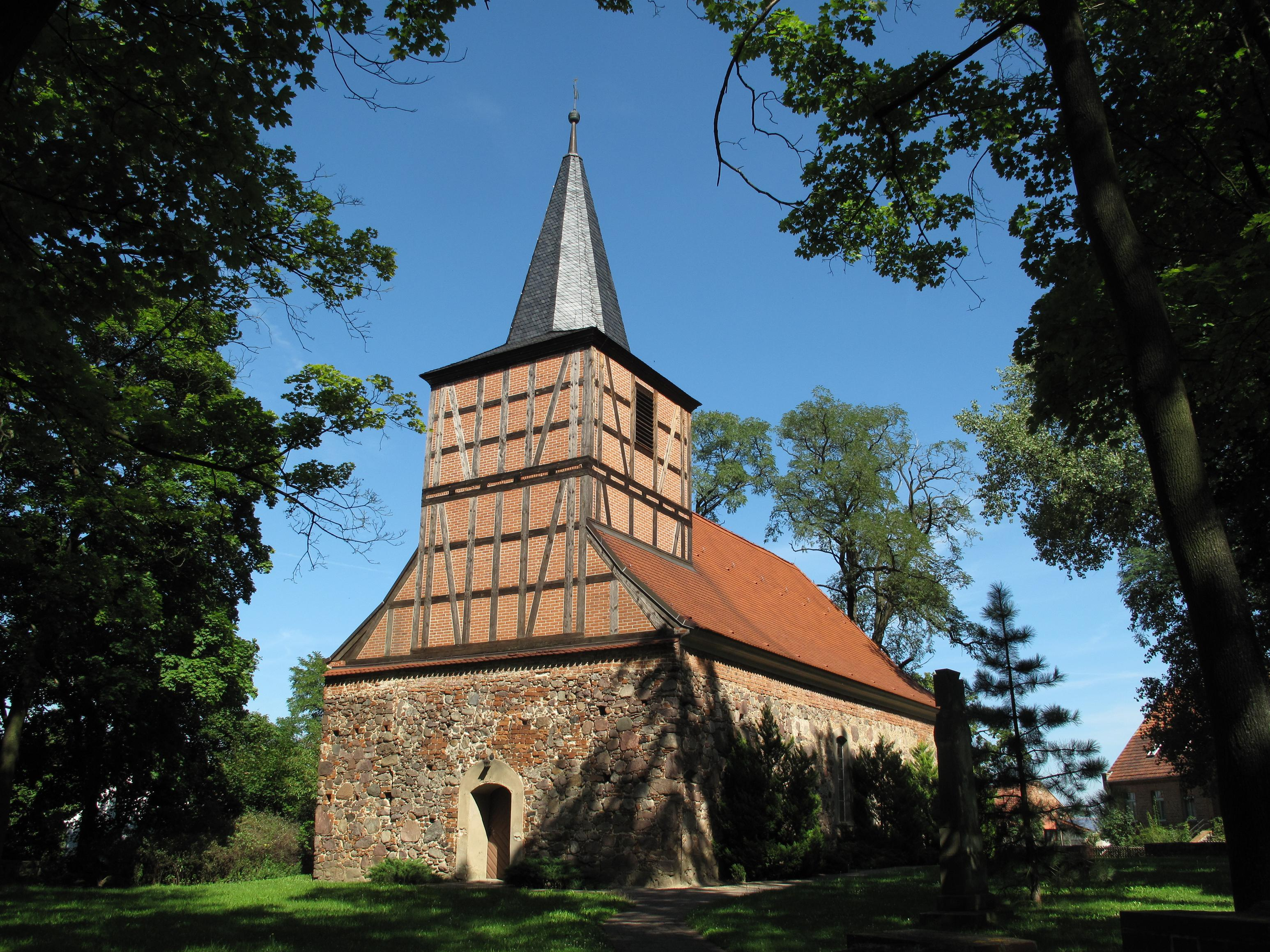
Feldsteinkirche Merz

In der Liste der Baudenkmale in Ragow-Merz und in der Liste der Bodendenkmale in Ragow-Merz stehen die in der Denkmalliste des Landes Brandenburg eingetragenen Baudenkmale.
- Dorfkirche Merz, spätgotische Feldsteinkirche, im Innern steht unter anderem ein spätbarocker Kanzelaltar mit einem Kanzelkorb aus der ersten Hälfte des 17. Jahrhunderts

## Verkehr
Ragow-Merz liegt an der Bundesstraße 87, die Beeskow und Frankfurt (Oder) verbindet. 
Die Gemeinde gehört zum Verkehrsverbund Berlin-Brandenburg. Die Buslinie 442 der BOS zwischen Beeskow und Frankfurt (Oder) hält in beiden Ortsteilen.
Der nächste Bahnhof ist Beeskow an der Bahnstrecke Grunow–Königs Wusterhausen. Er wird von der Regionalbahnlinie 36 bedient.
In der Gemeinde Siehdichum befindet sich der Verkehrslandeplatz Eisenhüttenstadt–Frankfurt (Oder).

## Persönlichkeiten
- Kaspar Friedrich von Rohr (1702–1757), königlich-preußischer Generalmajor, in Ragow geboren